# Johann Friedrich II. Gast

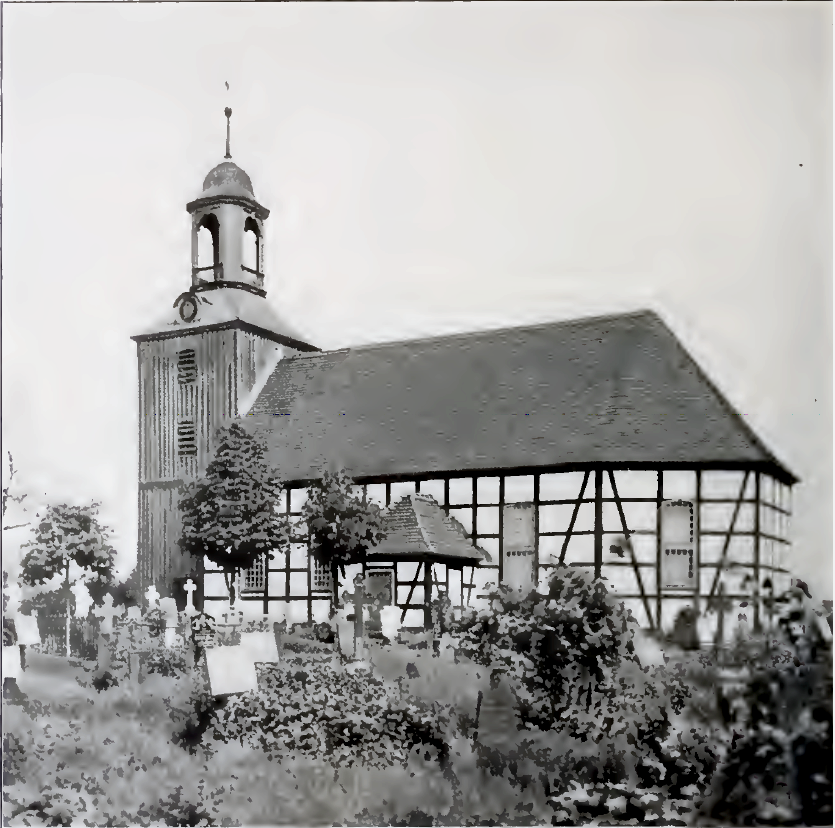
Kirche in Aurith vor 1913

Johann Friedrich II. Gast (* 1815; † 1893) war ein deutscher Orgelbauer und Scharfrichter. 

## Leben und Werk
Bereits sein Großvater Johann George Gast (* 1755; † nach 1821) war Orgelbauer. Der Sitz der Orgelbauwerkstatt war in Fürstenberg (Oder). Nach dem Tod von Johann Friedrich II. führte sein Sohn Friedrich August Gast (* 1839; † 1905) die Firma fort. 
Bekannt ist, dass die Orgel der Kirche von Grano aus dem Jahre 1861 von Johann Friedrich II. stammt. Die Kirche von Aurith besaß ebenfalls eine Friedrich-Gast-Orgel. An der Orgel der St.-Marien-Kirche des Klosters Neuzelle war er 1853 mit geringfügigen Ausbesserungsarbeiten betraut. Seine Orgel in Fünfeichen ist fast vollständig original erhalten.
Gast war gleichzeitig der letzte Scharfrichter von Fürstenberg. Er richtete u. a. am 1. Mai 1843 bei Zielenzig den Hilfslehrer Johann Wilhelm Friedrich Honig. Dieser war ohne Abschluss des Seminars in Neuzelle verwiesen und hielt sich dann bei den Kantor Christian Leisegang in Tempel (Templewo) auf, um diesen zu unterstützen. Am 23. August 1840 erdrosselte er in Tempel die Lehnschulzenwitwe Penther.